# Стефан Калагонийский
Стефан (погиб в 82 году) — святой мученик Калагонийский. День памяти — 5 июля
По преданию, святой Стефан был родом из Калагониса, пунического поселения на Сардинии, основанного на том месте, где сегодня стоит город Маракалагонис. Считается, что он родился от отца-язычника и был обращен в христианство святым Авендраксом. Святой Стефан принял мученическую смерть в Калагонисе, будучи пронзенным в голову большим гвоздем.
Мощи святого мученика Стефана почивают в Маракалагонисе, в храме, освящённом в его честь.